# 부다페스트 15구
부다페스트 15구(헝가리어: Budapest XV. kerülete), 라코슈펄로터페슈트우이헤이우이펄로터(헝가리어: Rákospalota-Pestújhely-Újpalota)는 헝가리 부다페스트를 구성하는 23개의 구 중 하나다.